# Amauris mpala
Amauris mpala är en fjärilsart som beskrevs av Talbot 1940. Amauris mpala ingår i släktet Amauris och familjen praktfjärilar. Inga underarter finns listade i Catalogue of Life.